# Jules und Gédéon Naudet

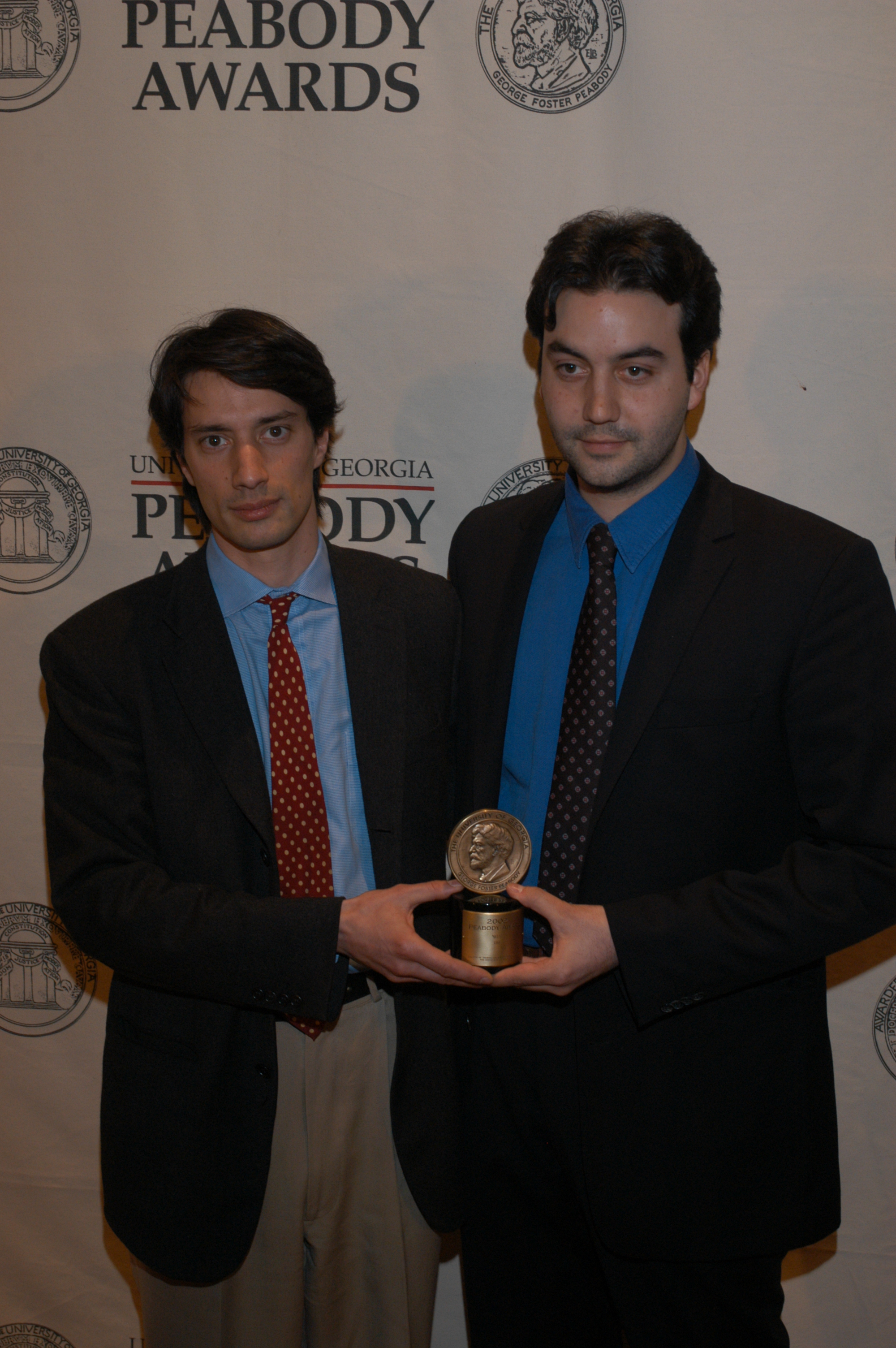
Gédéon und Jules Naudet mit ihrem Peabody Award für 9/11 (2003)

Jules Clément Naudet (* 26. April 1973 in Paris) und Thomas Gédéon Naudet (* 27. März 1970 in Paris) sind zwei französische Filmemacher. Weltweite Bekanntheit erlangte das Brüderpaar durch ihr Filmmaterial, das während der Terroranschläge am 11. September 2001 auf das World Trade Center in New York entstand.

## Leben
Die beiden in Paris geborenen Brüder siedelten 1989 von Frankreich in die Vereinigten Staaten um und begannen dort gemeinsam ein Filmstudium an der Tisch School of the Arts der New York University (NYU), auch als NYU Film School bekannt.
Jules Naudet ist verheiratet und hat zwei Kinder.

## Arbeiten

### Erste Dokumentarfilme
Nach ihrem Studienabschluss im Jahr 1995 folgten mehrere preisgekrönte Filme, in denen Jules und Gédéon Naudet stets „gewöhnliche Menschen“ in den Mittelpunkt stellten, „die ungewöhnliches“ leisteten. Zu diesen zählt auch Hope, Gloves and Redemption (1999), in der die Franzosen das New Yorker Ehepaar Mickey und Negra Rosario porträtierten, die als Boxlehrer am Thomas Jefferson Recreation Center in Spanish Harlem tätig sind. Die auf Video gedrehte Spielfilmdokumentation brachte den Naudets unter anderem im Sommer 2000 den Preis für den besten Dokumentarfilm auf dem New York International Independent Film & Video Festival ein.
Im Sommer 2001 arbeiteten die Naudets an einer Reportage über die Ausbildung bei der New Yorker Berufsfeuerwehr. Für ihr Projekt wählten die beiden Brüder den Feuerwehr-Rekruten Tony Benetatos als Hauptfigur aus, dessen Weg vom „Jungen zum Mann“ sie in einer filmischen Langzeitstudie begleiten wollten. Benetatos wurde der Manhattaner Wache Ladder 1 (100 Duane Street) zugeteilt; die Naudets nahmen drei Monate lang am Leben der dort stationierten Feuerwehrmänner teil und begleiteten kleinere Einsätze. Die Drehgenehmigung hatten sie auch durch ihre Freundschaft zum Schauspieler und Ladder-1-Feuerwehrmann James Hanlon erhalten. Das Projekt war die erste Dokumentation über die New Yorker Feuerwehr seit 27 Jahren.

### Die Aufnahmen am 11. September 2001
Am Morgen des 11. September 2001 begleitete Jules Naudet einen Löschzug der Feuerwache unter Führung von Chief Joseph W. Pfeifer zu einem Gasgeruchsalarm an der Straßenkreuzung Lispenard Street / Church Street, in der Nähe des World Trade Center (WTC). Er sollte sich an diesem Morgen mit der Kameraführung vertraut machen. Während der Sucharbeiten des Löschtrupps nach der Ursache des Gasgeruchs hörte die Gruppe laute Flugzeuggeräusche. Jules Naudet gelang es daraufhin um 8:46 Uhr, den Überflug und den Einschlag des ersten Passagierflugzeugs in den Nordturm auf Film festzuhalten. Anschließend begleitete er mit seiner Kamera die Feuerwehrmänner ins World Trade Center und dokumentierte auch die gemeinsame Flucht aus dem einstürzenden Nordturm. Jules’ auf der Wache gebliebener Bruder Gédéon brach währenddessen mit einer anderen Löschgruppe zur Unglücksstelle auf. Er dokumentierte mit seiner Kamera durch Außenaufnahmen den zweiten Einschlag in den Südturm des World Trade Centers, das Zusammenbrechen der Gebäude von außen und die Panik auf den Straßen.
Sowohl die Naudets als auch die im Einsatz beteiligten Feuerwehrleute der Ladder 1 überlebten die Terroranschläge. Obwohl die Medien mehrere Millionen US-Dollar für die Rechte an dem Filmmaterial boten, verkauften die beiden Brüder nur wenige Bilder an eine französische Agentur, um die bis dahin angehäuften Kosten des Filmprojekts zu begleichen, darunter die Aufnahmen vom ersten Einschlag in den Nordturm des World Trade Centers. Die Naudets dokumentierten in den nächsten Tagen die Aufräumarbeiten am Ground Zero und schlossen einen Vertrag mit dem US-amerikanischen Fernsehunternehmen CBS ab. Sie kürzten daraufhin das 180 Stunden lange Filmmaterial in Zusammenarbeit mit Regisseur Rob Klug und dem Feuerwehrmann James Hanlon auf eine Länge von knapp zwei Stunden. Der Film wurde am 11. März 2002, ein halbes Jahr nach den Anschlägen, unter dem Titel 9/11 (deutsch Titel 11. September – Die letzten Stunden im World Trade Center) von CBS im US-amerikanischen Fernsehen ausgestrahlt, erreichte 40 Millionen Menschen und wurde unter anderem mit zwei Emmys und dem Preis der Writers Guild of America bedacht. Die Naudets hatten sich im Vorfeld für die kostenfreie Ausstrahlung ihres Dokumentarfilms ausgesprochen und arbeiteten nach der Erstveröffentlichung an weiteren Synchronfassungen. So konnte der Film ein Jahr nach den Terroranschlägen, am 11. September 2002, in 142 Ländern gezeigt werden, darunter auch in Deutschland und durch den Fernsehsender Al-Dschasira auch im arabischen Raum.
Obwohl die Naudets die Einnahmen von 9/11 der New Yorker Firefighters’ Association zur Verfügung stellten, die sich um die finanzielle und soziale Absicherung der Hinterbliebenen kümmert, änderte sich ihre finanzielle Situation schlagartig. So bot der NDR, der sich in Deutschland für die Erstausstrahlung des Dokumentarfilms verantwortlich gezeigt hatte, den beiden Brüdern an, ihre nächsten beiden Filme mitzufinanzieren, gleich welches Thema sie hätten. Seamus, ein für 2004 geplantes Projekt über junge Heranwachsende, das die Naudets gemeinsam mit James Hanlon planten, wurde jedoch nie realisiert.

### Weitere Arbeiten
Nach dem Erfolg von 9/11 zeigten sich die Naudets erst 2006 mit Der 11. September – Fünf Jahre danach wieder für einen Dokumentarfilm verantwortlich. Im selben Jahr verklagten sie die Filmproduktionsfirma Louder than Words, die Filmmaterial der Naudets vom 11. September 2001 ohne Erlaubnis in dem Film Loose Change eingearbeitet hatte.
2007 stellten beide als Regisseur beziehungsweise Produzent das Projekt In God’s Name fertig, für das sie über 180 Stunden Filmmaterial aufnahmen. In dem Film nehmen zwölf einflussreiche Glaubensführer aus Ägypten, England, Indien, Israel, Japan, dem Libanon, Russland, Vatikanstadt und den Vereinigten Staaten zu zeitnahen Fragen Stellung, darunter auch zu den Ereignissen des 11. September 2001. Der Dokumentarfilm mit so bekannten Interview-Partnern wie Alexius II. (Oberhaupt der Russisch-Orthodoxen Kirche), Amritanandamayi (indischer Guru), Papst Benedikt XVI. und dem islamischen Würdenträger Muhammad Sayyid Tantawi wurde Ende Dezember 2007 zur Prime Time auf CBS ausgestrahlt. 2008 brachte In God’s Name den Brüdern unter anderem den amerikanischen Wilbur Award ein, der für herausragende Medienarbeiten mit religiösen Fragen, Themen und Werten vergeben wird.

## Filmografie (Auswahl)
- 1999: Hope, Gloves and Redemption
- 2002: 11. September – Die letzten Stunden im World Trade Center (9/11)
- 2006: Der 11. September – Fünf Jahre danach
- 2007: In God’s Name (TV)
- 2018: 13. November: Angriff auf Paris
- 2020: Notre-Dame de Paris (TV)

## Auszeichnungen
- 2008, Wilbur Award: Beste Fernsehdokumentation für In God’s Name
- 2003, Satellite Award (Emmy): Special Humanitarian DVD Award für 11. September – Die letzten Stunden im World Trade Center
- 2002: Beste Dokumentation, nominiert in der Kategorie Beste Kamera für eine Dokumentation für 11. September – Die letzten Stunden im World Trade Center
- 2002, Deutscher Fernsehpreis: Bestes internationales Programm für 11. September – Die letzten Stunden im World Trade Center
- 2000, New York International Independent Film & Video Festival: Großer Preis der Jury für den Besten Dokumentarfilm für Hope, Gloves and Redemption

## Buchveröffentlichung
- In God’s Name: Wisdom from the World’s Great Spiritual Leaders. National Geographic Books, 2008, ISBN 978-1-4262-0383-1 (englisch).